# Марьино Село
Марьино Село — деревня в Лидском сельском поселении Бокситогорского района Ленинградской области.

## История
Согласно X-ой ревизии 1857 года:

МАРЬИНО-СЕЛО — деревня, принадлежит Никоновой: хозяйств — 3, жителей: 11 м. п., 15 ж. п., всего 26 чел.; Казимировым: хозяйств — 5, жителей: 7 м. п., 8 ж. п., всего 15 чел.; Дженеевым: хозяйств — 2, жителей: 4 м. п., 3 ж. п., всего 7 чел.; Вандыш (Никольской): хозяйств — 5, жителей: 10 м. п., 15 ж. п., всего 25 чел.

По земской переписи 1895 года:

  
МАРЬИНО-СЕЛО — деревня, крестьяне бывшие Никоновой: хозяйств  — 4, жителей: 14 м. п., 15 ж. п., всего 29 чел.; крестьяне бывшие Казимировых: хозяйств  — 4, жителей: 12 м. п., 9 ж. п., всего 21 чел.; крестьяне бывшие Дженеевых: хозяйств  — 2, жителей: 5 м. п., 6 ж. п., всего 11 чел.; крестьяне государственные бывшие Вандыш (Никольской): хозяйств  — 7, жителей: 17 м. п., 17 ж. п., всего 34 чел.

В конце XIX — начале XX века деревня административно относилась к Верховско-Вольской волости 1-го земского участка 3-го стана Устюженского уезда Новгородской губернии.

МАРЬИНО СЕЛО — деревня Марьинского сельского общества, число дворов — 21, число домов — 27, число жителей: 57 м. п., 77 ж. п.; Занятие жителей: земледелие, лесные заработки. Речка Обломна. Смежна с усадьбой Марьино Село. 

МАРЬИНО СЕЛО — усадьба А. В. Никольской, число дворов — 1, число домов — 1, число жителей: 2 м. п., 2 ж. п.; Занятие жителей: земледелие. Белозерский тракт. Речка Обломна. Смежна с деревней Марьино Село. 

МАРЬИНО СЕЛО (ОБЛОМЕНЬЕ) — усадьба В. А. Барч, число дворов — 2, число домов — 2, число жителей: 4 м. п., 6 ж. п.; Занятие жителей: земледелие. Белозерский тракт. Речка Обломна. Часовня. Смежна с деревней Марьино Село. (1910 год)

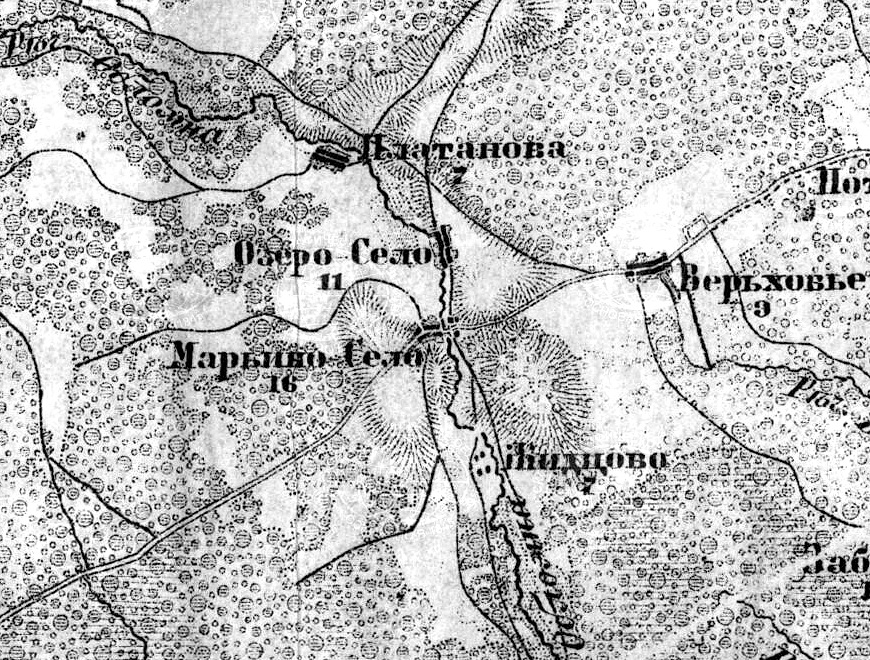
Деревня Марьино Село на карте 1917 года

Согласно военно-топографической карте Новгородской губернии издания 1917 года деревня состояла из 16 крестьянских дворов.
С 1917 по 1927 год деревня входила в состав Советской волости Устюженского уезда Череповецкой губернии. 
С 1927 года, в составе Потокского сельсовета Ефимовского района.
По данным 1933 года деревня Марьино Село входила в состав Потокского сельсовета Ефимовского района.
С 1965 года, в составе Бокситогорского района. В 1965 году население деревни составляло 119 человек.
По данным 1966 и 1973 годов деревня Марьино Село также входила в состав Потокского сельсовета.
По данным 1990 года деревня Марьино Село входила в состав Подборовского сельсовета.
В 1997 году в деревне Марьино Село Подборовской волости проживали 39 человек, в 2002 году — 29 человек (русские — 97 %).
В 2007 году в деревне Марьино Село Подборовского сельского поселения проживали 19 человек, в 2010 году — 15 человек. 
Со 2 июня 2014 года — в составе вновь созданного Лидского сельского поселения Бокситогорского района.
В 2015 году в деревне Марьино Село Лидского СП проживали 20 человек.

## География
Деревня расположена в восточной части района на автодороге 41К-033 (Сомино — Ольеши).
Расстояние до посёлка Подборовье — 6 км.
Расстояние до ближайшей железнодорожной станции Подборовье — 7 км.
Через деревню протекает река Обломна.

## Демография
| 1997 | 2002 | 2007 | 2010 | 2017 |
| ---- | ---- | ---- | ---- | ---- |
| 39   | ↘29  | ↘19  | ↘15  | ↗23  |

## Инфраструктура
На 1 января 2016 года в деревне было зарегистрировано 5 домохозяйств.